# Diantene
Diantene est un village du Sénégal situé en Basse-Casamance. Il fait partie de la communauté rurale d'Oukout, dans l'arrondissement de Loudia Ouoloff, le département d'Oussouye et la région de Ziguinchor.
Lors du dernier recensement (2002), la localité comptait 500 habitants et 70 ménages.

## Présentation
Quartiers : 5

– Essinkine

– Houlindjing

– Kadjiambé

– Kadjile

– Sithong

## Histoire
Le village est né à la suite d'une dislocation intervenue dans le village de Niambalang. Un homme du nom de Kaguilia n'était pas du tout considérer par la société. Il était marginalisé. Il ne prenait part ni aux réunions, ni aux paroles. Pour montrer aux habitants qu'il n'était pas fou, il va prendre du vin qu'il allait verser dans un fétiche Kagnou pour maudire population de Niambalang en leur disant que toute personne qui vit à Niambalang sorte, erre et va à destination inconnue. Ce qu'il a souhaité c'est ce qui est finalement arrivé aux habitants de ce village. Les hommes ont donc quitté le village de Niambalang à destination inconnue. Certains débouchèrent dans des villages comme Diakène Diola, Boukitingho, Essaoute..., un autre longeait une clairière et à quelques encablures, il trouvait que la terre était favorable à la culture. Il s'y installait et commençait déjà à vaquer à ses occupations. Un jeu qu'il se rendait à son champ avec ses enfants, un de ses fils fut tué par des personnes de Eloudia Diola parce que disent-ils « la terre nous appartient ». Cette somme perte de l'édifice, porte le nom de Gnéléphone Bassène, un des piliers du village. Dans la nuit de ce même jour, Gnéléphone à déloger son ami du visage pour se rendre à Eloudia se venger. Ainsi après avoir tué aussi une des personnes du village de Eloudia, il revenait tous les deux au village portés l'information. Une grande fête était célébrée en honneur de 72 grandes personnes. Après la fête, les hommes se réunissaient sur la place publique pour prononcer l’expression suivantes « restons là et attendons l'ennemi qui viendra nous déloger » d'où le nom que porte village de Diantène.

## Géographie
Au nord : Loudia Ouolof

A l’est : Oukout

Au sud : Diakène Diola

A l’ouest : Ourong